# Sericopimpla flavobalteata
Sericopimpla flavobalteata là một loài tò vò trong họ Ichneumonidae.